# Angkor Borei
Angkor Borei es uno de los diez distritos que forman la provincia camboyana de Takéo, con una población estimada en marzo de 2008 de 46 261 habitantes. Está dividido en las siguientes  comunas (khum), que se muestran asimismo con población estimada de 2008:
- Angkor Borei 12,184
- Ba Srae 8,880
- Kouk Thlok 2,300
- Ponley 6,732
- Preaek Phtoul 7,167
- Prey Phkoam 8,998[1]